# Jesús Silva-Herzog Flores
Jesús Silva-Herzog Flores (Ciudad de México, 8 de mayo de 1935 - Ibidem, 6 de marzo de 2017) fue un economista, académico y político mexicano, miembro del Partido Revolucionario Institucional.

## Familia
Fue hijo de Jesús Silva Herzog, quien fuera uno de los más reputados economistas en el ámbito académico y público del país. Tuvo tres hijos: María Teresa, Eugenia y el catedrático y analista político Jesús Silva-Herzog Márquez.

## Trayectoria
Egresado de la Facultad de Economía de la Universidad Nacional Autónoma de México, obtuvo una maestría en la misma disciplina en la Universidad de Yale. Fue profesor-investigador de la UNAM y del Colegio de México, además de director fundador del Instituto del Fondo Nacional de la Vivienda para los Trabajadores (Infonavit), funcionario en el Banco de México y subsecretario de Hacienda (1979-1982).

## Secretario de Hacienda y Crédito Público
En la cumbre de su carrera política, se desempeñó como secretario de Hacienda durante una de las crisis económicas más graves en la historia de México, al final del gobierno de José López Portillo y durante la primera mitad del de Miguel de la Madrid.
Silva-Herzog fue nombrado Secretario de Hacienda en marzo de 1982 por sugerencia del entonces candidato presidencial oficialista Miguel de la Madrid, quien lo mantuvo en dicho cargo tras asumir la presidencia. 
Debido a la grave situación económica y financiera que atravesaba el país, y a las negociaciones que en consecuencia el Secretario debió realizar con los acreedores y el Fondo Monetario Internacional, Silva-Herzog alcanzó notoriedad internacional, siendo nombrado en 1983 como el "Ministro de Finanzas del año" por la revista Euromoney.
Durante la presidencia de De la Madrid, Silva-Herzog tuvo varios desacuerdos con el entonces Secretario de Programación y Presupuesto, Carlos Salinas de Gortari. La tensión llegó a su punto más alto en 1986, luego de que un nuevo desplome de los precios internacionales del petróleo (de aproximadamente 30 dólares por barril en 1985 a un mínimo de 10.42 dólares por barril en marzo de 1986) amenazara con colocar una vez más a la economía mexicana al borde del colapso. En respuesta, Salinas de Gortari expresó que era más conveniente para el país adherirse al Plan Baker (llamado así por haber sido propuesto e impulsado por el Secretario del Tesoro de los Estados Unidos, James Baker), de acuerdo al cual se le podía permitir a los países altamente endeudados, como México, un modesto crecimiento económico para pagar su deuda; Silva-Herzog, por el contrario, adhería a las directivas del FMI, las cuales exigían una recesión inducida de la economía.
Ese mismo año, Silva-Herzog presentó al gabinete presidencial un acuerdo que había concretado con el FMI, el cual exigía mayor austeridad en el gasto público, mayores recortes de personal y otra recesión inducida; dicho acuerdo fue rechazado por el gabinete al ser considerado demasiado severo. En protesta, Silva-Herzog presentó su renuncia en junio de 1986. Esto fue considerado como una victoria política para Salinas de Gortari, dado que como sucesor de Silva-Herzog al frente de Hacienda fue nombrado Gustavo Petricioli, aliado de Salinas, al mismo tiempo que otro de sus aliados, el entonces subsecretario de Planeación y Control Presupuestal Pedro Aspe, se incorporaría como figura clave en las negociaciones con el FMI. De esta manera, Salinas de Gortari tomaba el control total de la estrategia económica nacional.

## Actividad posterior
En julio de 1987, durante una gira de trabajo que el entonces Presidente Nacional del PRI, Jorge de la Vega Domínguez, realizara en San Luis Potosí, el sector magisterial de dicha ciudad "destapó" a Silva-Herzog, pidiéndole al dirigente partidario que tomara en cuenta al ex-secretario de Hacienda para formar parte de los precandidatos priístas rumbo a las elecciones presidenciales de 1988. El disidente Cuauhtémoc Cárdenas, quien había salido del PRI unos meses atrás, habló en buenos términos sobre una eventual precandidatura presidencial de Silva-Herzog, a quien se refirió como "un hombre al que le veo muchas cualidades". No obstante la momentánea sorpresa mediática por el "destape" de Silva-Herzog, nunca se concretó dicha precandidatura, y finalmente el ex-Secretario de Hacienda ni siquiera figuraría entre los "seis distinguidos priístas" para competir por la candidatura presidencial del partido unos meses más tarde.
Posteriormente, fue embajador de México en España y secretario de Turismo durante el gobierno de Carlos Salinas de Gortari, así como embajador ante los Estados Unidos en el de Ernesto Zedillo. En el ámbito académico, de 1989 a 1991, fue director del Centro de Estudios Monetarios Latinoamericanos (CEMLA).
En el 2000, fue candidato de su partido (el Partido Revolucionario Institucional, PRI) a la jefatura de gobierno del Distrito Federal y en esa contienda obtuvo un millón de votos, detrás del candidato de la Alianza por el Cambio (PAN-PVEM) Santiago Creel y del ganador de los comicios, el candidato del PRD-PT-Convergencia-PSN-PAS-PCD, Andrés Manuel López Obrador.